# ایزابلا پلینز، قلمرو پایتختی استرالیا
ایزابلا پلینز (به انگلیسی: Isabella Plains) یک حومه شهر در استرالیا است که در قلمرو پایتختی استرالیا واقع شده‌است.